# ایلماری نیسکانن
ایلماری نیسکانن (فنلاندی: Ilmari Niskanen؛ زادهٔ ۲۷ اکتبر ۱۹۹۷) بازیکن فوتبال اهل فنلاند است.
وی همچنین در تیم‌های ملی فوتبال زیر ۲۱ سال فنلاند، و فنلاند بازی کرده‌است.